# 베다드 이비셰비치
베다드 이비셰비치(Vedad Ibišević, 1984년 8월 6일 ~ )는 보스니아 헤르체고비나의 은퇴한 축구 선수로, 포지션은 공격수였다.

## 선수 생활

### 클럽
미국 세인트루이스 대학교를 나온 이비셰비치는 2004년 르샹피오나의 명문 구단인 파리 생제르맹에 입단하였다. 그러나 데뷔 시즌에서 4경기 무득점에 그치면서 2004-05 시즌에 프랑스의 또 다른 팀인 디종으로 이적했다. 디종 이적 후 2004-05시즌에서는 12경기 4득점, 2005-06시즌에서는 21경기 6득점을 기록했고 이후 독일 분데스리가의 알레마니아 아헨을 거쳐 당시 2 분데스리가 소속이었던 TSG 1899 호펜하임으로 이적하였다. 이적 초기에는 그리 주목을 받지 못하던 공격수였으나 승격 시즌인 2008-2009 시즌에는 팀의 주축 공격수로 활약하며 전반기에만 18골을 몰아쳐 호펜하임의 리그 1위라는 돌풍을 이끌었으나 윈터브레이크 시기에 치명적인 무릎 부상으로 아웃되며 시즌을 마감했고 그의 부재로 인해 리그 1위를 달리던 호펜하임은 덩달아 극도의 부진을 보이며 UEFA 유로파리그 진출에도 실패하고 말았다. 그러나 17경기 18골로 분데스리가 득점 5위에 자신의 이름을 올렸다. 이후 VfB 슈투트가르트를 거쳐 헤르타 BSC로 이적했다.

### 국가대표팀
2007년 3월 24일 노르웨이와의 UEFA 유로 2008 예선에서 국제 A매치 데뷔전을 치렀고 7개월 후 그리스와의 경기에서 국가대표팀 데뷔골을 기록했다. 그리고 2012년 9월 7일 리히텐슈타인과의 2014년 FIFA 월드컵 유럽 지역 예선 G조 첫 경기에서 해트트릭을 작성하는 등 예선 10경기에서 8골을 터뜨려 네덜란드의 로빈 판 페르시(11골), 같은 팀 동료인 에딘 제코(10골)에 이어 예선 득점 3위를 기록하면서 보스니아의 사상 첫 월드컵 본선 진출에 기여했다. 이후 본선에도 출전하여 아르헨티나를 상대로 팀은 비록 1-2로 석패했지만 보스니아의 월드컵 본선 역사상 첫 득점의 주인공이 되었다.